# Marguerite Harrison
Pour les articles homonymes, voir Harrison.
Marguerite Harrison, née en 1879 et morte en 1967, est une journaliste, réalisatrice, traductrice et espionne américaine,. Elle est également l'une des fondatrices de la Society of Woman Geographers.

## Biographie
Elle est la fille de Bernard N. Baker (en). En 1915, son mari meurt d'une tumeur au cerveau ce qui la contraint à travailler : elle est embauchée comme journaliste au Baltimore Sun.
Par la suite, elle devient espionne pour le compte du gouvernement américain, en Europe puis en URSS où elle vient en aide à l’aviateur Merian C. Cooper, prisonnier, et jadis rencontré à Varsovie, qui s’évade et gagne Londres. Elle finit par être démasquée. Arrêtée, elle parvient à quitter l'URSS en 1923.
Elle participe ensuite au film Grass: A Nation's Battle for Life réalisé par Merian C. Cooper et Ernest B. Schoedsack.
Après son retour en Amérique, elle écrit plusieurs ouvrages sur ses expériences d'espionne.

## Écrits
- Marooned in Moscow: the Story of an American Woman Imprisoned in Russia (1921)
- Unfinished Tales from a Russian Prison (1923). (short stories)
- Red Bear or Yellow Dragon (1924).
- Asia Reborn (1928)
- There’s Always Tomorrow: the Story of a Checkered Life (1935)

## Documentaire
- Christopher Rowley et Jane Armstrong, Les grandes aventurières - Marguerite Harrison, une espionne à Moscou, 2000